# Yversay
Yversay település Franciaországban, Vienne megyében. Lakosainak száma 636 fő (2022. január 1.). Yversay Cissé, Neuville-de-Poitou, Villiers és Vouillé községekkel határos.

## Népesség
A település népessége az elmúlt években az alábbi módon változott:
| Lakosok száma | 403  | 475  | 501  | 529  | 566  | 602  | 617  | 623  | 636  |
|               | 2013 | 2015 | 2016 | 2017 | 2018 | 2019 | 2020 | 2021 | 2022 |